# Couze Chambon
Die Couze Chambon ist ein Fluss im Département Puy-de-Dôme in Frankreich. Sie entspringt in den Monts Dore, im Gemeindegebiet von Chambon-sur-Lac und mündet nach rund 40 Kilometern bei Coudes als linker Nebenfluss in den Allier.

## Orte am Fluss
- Chambon-sur-Lac
- Murol
- Montaigut-le-Blanc
- Champeix
- Coudes